# Manfred van Athene
Manfred van Athene (Catania, 1306 – Trapani, 9 november 1317), ook genoemd Manfred van Aragon of Manfred van Trinacria, was Infante van het Aragonees koninkrijk Sicilië. Deze minderjarige prins was van 1312 tot zijn dood in 1317 hertog van Athene; het hertogdom Athene was een kruisvaardersstaat in Griekenland waarmee zijn vader koning Frederik II van Sicilië hem beleend had (1312).

## Levensloop

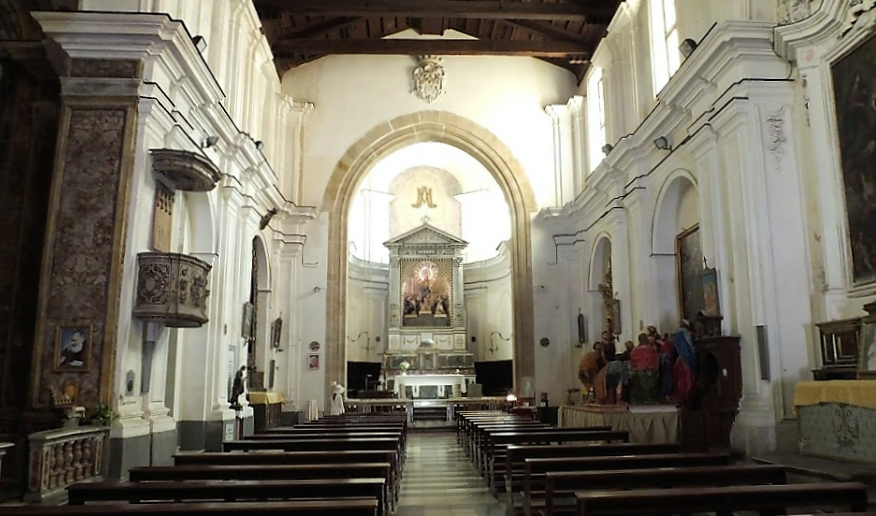
San Domenicokerk in Trapani, Sicilië

Manfred was een zoon van koning Frederik II van Sicilië en koningin Eleonora van Anjou. Hij behoorde bijgevolg tot het Koninklijk Huis Barcelona voor wie het koninkrijk Sicilië een deel was van de Kroon van Aragon.
In 1311 veroverde de Catalaanse Compagnie het hertogdom Athene ten kost van het Huis Anjou-Sicilië. Omdat deze compagnie nood had aan een heerser met een groter leger, richtte zij zich tot Frederik II van Sicilië. De tijdelijk aangestelde hertog was Roger Deslaur, de commandant van de Catalaanse Compagnie. Na een jaar onderhandelen over de bevoegdheden voor zowel de compagnie als het Huis Barcelona, was er een akkoord. Frederik II werd leenheer van het hertogdom Athene. Manfred werd hertog van Athene doch als minderjarige prins reisde hij niet naar Athene en bleef hij wonen aan het Koninklijk Hof in Palermo. Afreizen met een vloot deed zijn regent Berengario Estañol. In 1317 werd Estañol opgevolgd door Manfreds halfbroer Alfons Frederik van Sicilië.
Eind 1317 verongelukte Manfred door een val van zijn paard. Dit gebeurde in de havenstad Trapani op Sicilië. De elfjarige Manfred werd begraven in Trapani in de San Domenico, de kloosterkerk der dominicanen. Het was zijn vijfjarige broer Willem van Athene die hem opvolgde als hertog van Athene (1317).